# Haplidia graeca
Haplidia graeca är en skalbaggsart som beskrevs av Ernst Gustav Kraatz 1882. Haplidia graeca ingår i släktet Haplidia och familjen Melolonthidae. Inga underarter finns listade i Catalogue of Life.